# Domingo (álbum de Titãs)
Domingo é o oitavo álbum de estúdio da banda brasileira de rock Titãs, lançado em 1995. O disco conta com participações especiais de Herbert Vianna, Andreas Kisser, Igor Cavalera, João Barone entre outros. É o segundo álbum produzido por Jack Endino. Entre os sucessos do álbum estão, "Eu Não Aguento" e "Domingo".

## Contexto
Domingo veio após um período de projetos solo para a maior parte dos membros da banda. Os vocalistas Branco Mello e Sérgio Britto (este último também tecladista) haviam lançado Con el Mundo a Mis Pies sob o nome Kleiderman; os também vocalistas Paulo Miklos e Nando Reis (este último também baixista) vinham de suas estreias a solo (Paulo Miklos e 12 de Janeiro, respectivamente), o guitarrista Tony Belloto havia lançado seu primeiro livro, Bellini e a Esfinge e o também guitarrista Marcelo Fromer produziu o álbum de um novo artista da Warner, Tivas Miguel, que contou com composições de outros membros dos Titãs.
Os lançamentos a solo exibiam estilos diversos e escancararam que os Titãs tinham muitas cabeças com ideias diferentes. A própria banda admite que os álbuns acabavam invariavelmente deixando algum membro insatisfeito. Tony não se sentiu representado nos elementos eletrônicos de Õ Blésq Blom. Nando só cantou em uma música de cada um dos dois discos posteriores (Tudo ao Mesmo Tempo Agora e Titanomaquia). Os trabalhos solo não venderam muito bem, e Tony declarou em uma entrevista de 1997 que, se algum deles tivesse estourado, dificilmente o membro ia querer voltar ao grupo, que não tinha bom desempenho nas rádios na época. Mesmo retornando de períodos em que tomaram decisões sozinhos, os sete membros se reuniram para tentar criar o oitavo disco do grupo. Anos mais tarde, durante o lançamento do disco Volume Dois, Sérgio chamou Domingo de "um disco de reconciliação", alegando que Tudo ao Mesmo Tempo Agora e Titanomaquia geraram conflitos no grupo. Domingo teria reconciliado o septeto "com a diversidade, que sempre foi uma maneira de a gente conciliar os gostos." Numa crítica do disco para a revista Showbizz, o jornalista Leão Serva destacou o papel de Sérgio em reunir o grupo num momento de incertezas.
O peso do Titanomaquia levou a banda a aprofundar seus laços com o grupo conterrâneo de heavy metal Sepultura, a ponto do septeto ser convidado a abrir shows deles na Argentina, nos quais foram recebidos com hostilidade pela plateia; Nando mais tarde consideraria isso uma "forçação de barra" para a banda entrar num nicho ao qual não pertencia.
Na época do lançamento do disco, Tony o descreveu como "um disco mais aberto, mais variado, com uma diversidade maior de texturas musicais, mais alegre e relaxado". Ele também chegou a dizer que o disco vinha para provar que os Titãs estavam vivos, uma vez que a imprensa teria decretado a morte do grupo após parte dos membros lançarem projetos individuais. Já Nando estabeleceu uma comparação com o álbum anterior, Titanomaquia, que, segundo ele, "é um disco muito sombrio. O novo disco é mais iluminado, tem mais cor, é mais diversificado ritmicamente. Como se fosse um domingo depois de uma escura madrugada de sábado". Além disso, a banda considera que sua diversidade reflete a heterogeneidade musical dentro do grupo.

## Produção
Segundo Nando, a banda deveria entrar em estúdio para iniciar o disco em março, quando o baterista Charles Gavin retornou de um curso em Londres. Contudo, a produção do disco solo de Nando atrasou e ele comunicou à banda que não estaria disponível já em março, o que gerou atritos com os membros, especialmente com Charles, após ele declarar que "se um membro não está pronto, a banda não está pronta".
Foi pré-produzido no Estúdio Nota Por Nota em São paulo, entre abril e agosto de 95; gravado no Be Bop Sound Studios, também em São Paulo, em setembro do mesmo ano; mixado no Hanzek Audio, em Seattle em outubro do mesmo ano e masterizado no Starling Sound, em Nova Iorque, no mesmo mês.
A música "Eu Não Aguento" foi a primeira vez que o grupo gravou algo escrito por pessoas de fora da banda; seus primeiros segundos são um trecho de "Sangue Latino", dos Secos & Molhados; com efeito, o clipe da faixa tem trechos com reproduções da capa do disco de estreia do trio.
Jack Endino, que considerou este o seu álbum favorito da banda, comentou o processo de criação do disco:
| “ | Quando começamos a discutir sobre a gravação de 'Domingo', eu disse a eles: 'há sempre boas músicas de pop e rock em seus álbuns. Vocês não são uma banda de heavy metal, e sim uma banda de rock com boas músicas. Vamos fazer um disco de rock sólido que todos possam curtir. Vamos tentar algo diferente, mas tendo a certeza de que será bom'. Eles já estavam pensando a mesma coisa. | ” |

## Lançamento e divulgação
A turnê de divulgação do álbum teve início em 22 de dezembro de 1995, no Ginásio do Ibirapuera em São Paulo. Em 1996, o álbum foi relançado com algumas faixas bônus, incluindo versões remixada de "Eu Não Vou Dizer Nada (Além do que Estou Dizendo)" e "Tudo o que Você Quiser" e uma inédita: "Pela Paz", composta em 1985 para a Rádio Cidade, e foi regravada para a campanha "Caminhada 89 pela Paz", da rádio 89 FM.
O press-release do álbum foi escrito por André Midani, que havia presidido a Warner do Brasil e na altura presidia uma área ainda maior da empresa. Foi o último disco dos Titãs lançado em vinil e sua capa foi assinada por Sérgio e seu irmão Fabio.

## Faixas
Compositores e vocalistas principais adaptados do encarte.
| N.º | Título                                                                                       | Compositor(es)                                      | Vocal principal | Duração |  |
| 1.  | "Eu Não Aguento" (Contém a introdução "Sangue Latino", por João Ricardo e Paulinho Mendonça) | Boneka, Cassio e Trambolho (Banda Tiroteio)         | Sérgio Britto   | 4:25    |  |
| 2.  | "Domingo"                                                                                    | Tony Bellotto, Sérgio                               | Paulo Miklos    | 4:05    |  |
| 3.  | "Tudo o que Você Quiser"                                                                     | Branco Mello, Charles Gavin, Sérgio                 | Branco          | 2:30    |  |
| 4.  | "Rock Americano"                                                                             | Mauro e Quitéria; adaptado por Sérgio Britto        | Sérgio          | 4:06    |  |
| 5.  | "Tudo em Dia"                                                                                | Arnaldo Antunes, Branco, Sérgio                     | Branco          | 2:50    |  |
| 6.  | "Vámonos"                                                                                    | Sérgio                                              | Sérgio          | 2:30    |  |
| 7.  | "Eu Não Vou Dizer Nada (Além do que Estou Dizendo)"                                          | Charles, Marcelo Fromer, Nando, Paulo, Sérgio, Tony | Paulo           | 3:52    |  |
| 8.  | "O Caroço da Cabeça"                                                                         | Herbert Vianna, Marcelo, Nando                      | Nando           | 3:55    |  |
| 9.  | "Ridi Pagliaccio"                                                                            | Tony, Branco, Britto                                | Branco          | 2:50    |  |
| 10. | "Qualquer Negócio"                                                                           | Sérgio, Paulo, charles, Tony, Branco, Marcelo       | Paulo           | 3:43    |  |
| 11. | "Brasileiro"                                                                                 | Branco, Charles, Sérgio, Tony                       | Branco          | 4:20    |  |
| 12. | "Um Copo de Pinga"                                                                           | Folclore popular, Sérgio Britto                     | Branco e Sérgio | 1:21    |  |
| 13. | "Turnê"                                                                                      | Charles, Sérgio, Branco, Nando                      | Branco          | 2:40    |  |
| 14. | "Uns Iguais aos Outros"                                                                      | Charles, Sérgio                                     | Paulo e Sérgio  | 5:10    |  |

| Faixas bônus da versão em CD de 1996 |                                                                     |                                              |                 |         |  |
| N.º                                  | Título                                                              | Compositor(es)                               | Vocal principal | Duração |  |
| 15.                                  | "Pela Paz"                                                          | Paulo, Sérgio, Branco, Charles, Nando        | Paulo           | 3:45    |  |
| 16.                                  | "Eu Não Vou Dizer Nada (Além do que Estou Dizendo)" (Remix Liminha) | Charles, Marcelo, Nando, Paulo, Sérgio, Tony | Paulo           | 4:12    |  |
| 17.                                  | "Tudo o que Você Quiser" (Remix Raul Ralphes)                       | Branco, Charles, Sérgio                      | Branco          | 3:59    |  |
| 18.                                  | "Tudo o que Você Quiser" (Remix DJ Cuca)                            | Branco, Charles, Sérgio                      | Branco          | 3:45    |  |

## Créditos
Créditos adaptados do encarte.

### Titãs
- Branco Mello - vocal
- Charles Gavin - bateria, samplers e programação rítmica
- Marcelo Fromer - guitarra e violão em "Um Copo de Pinga", "Pela Paz" e "Eu Não Vou Dizer Nada (Além do que Estou Dizendo) Remix Liminha"
- Nando Reis - baixo, vocal em "O Caroço da Cabeça", backing vocal, violão em "O Caroço da Cabeça" e "Um Copo de Pinga"
- Paulo Miklos - vocal, backing vocal, teclado em "O Caroço da Cabeça", programação e edição de samplers, saxofone em "Ridi Pagliaccio" e bateria em "Um Copo de Pinga"
- Sérgio Britto - vocal, backing vocal, teclado, terceira guitarra em "Domingo" e violão em "Um Copo de Pinga"
- Tony Bellotto - guitarra, violão, slide em "Pela Paz", dobro em "Eu Não Vou Dizer Nada (Além do que Estou Dizendo) Remix Liminha"

### Participações especiais
- Andreas Kisser - terceira guitarra em "Brasileiro"
- Herbert Vianna - guitarra solo em "O Caroço da Cabeça"
- Igor Cavalera - segunda bateria em "Brasileiro"
- João Barone - segunda bateria em "Eu Não Vou Dizer Nada"
- Marcos Suzano - percussão em "Eu Não Aguento", "Turnê" e "Qualquer Negócio"
- Sérgio Boneka - vocal em "Eu Não Aguento"
- Aureo Galli - samplers em "Rock Americano"
- Liminha - programação, bateria, baixo, bandolim e violão em "Pela Paz"; programação e samplers em "Eu Não Vou Dizer Nada (Além do que Estou Dizendo) Remix Liminha"

### Pessoal técnico
- Marco Antonio Cordeiro (Buru) e Edu Vianna - técnicos de gravação
- Paulo Martins - assistente de pré-produção
- Fátima da Conceição - hostess
- Jack Endino - engenharia de gravação e de mixagem
- Laura Brantes e Beto Machado - assistentes de gravação e de mixagem
- Sombra Jones e Mario Amaral - roadies
- Nelson Damascena - produção executiva
- George Marino e Paulo Junqueiro - masterização
- Sérgio Britto - capa e foto da piscina
- Fábio Afonso - capa e editoração eletrônica
- Vânia Toledo - foto dos Titãs
- Juliana Toledo - foto do ralo